# Chris Brady
Christopher Keith „Chris” Brady (ur. 3 marca 2004 w Naperville) – amerykański piłkarz pochodzenia szkockiego występujący na pozycji bramkarza, od 2020 roku zawodnik Chicago Fire.